# Spokój (powieść)
Spokój (węg. A nyugalom) – powieść wydana w 2001 roku, węgierskiego pisarza Attili Bartisa. Gorzka opowieść o duchowej niemocy i życiu zbudowanym na fałszu.

## Fabuła
Spokój to kronika piekła, w jakim żyją wspólnie młody pisarz Andor Weer i jego matka Rebeka, dawno zapomniana aktorka teatralna, której odmówiono prawa do grania po tym, jak jej córka, utalentowana skrzypaczka, wyemigrowała z kraju po rewolucji roku 1956. Kobieta nie opuszcza mieszkania od piętnastu lat po tym, jak rządowi urzędnicy zrujnowali jej karierę. Żyje wspomnieniami o latach dawnej świetności, a jej jedynym łącznikiem ze światem jest syn, o osobowości równie pokręconej jak wyalienowana matka.
Ciężka i wyrazista opowieść o przedstawicielu pokolenia trzydziestolatków – tchórzliwym człowieku bez poglądów, celu i miejsca w życiu, który zdaje sobie sprawę ze swojej nędzy moralnej, ale nie potrafi przełamać niemocy i czegokolwiek zmienić. Głównym wątkiem powieści są chore, toksyczne relacje głównego bohatera z matką oraz innymi kobietami w jego życiu – siostrą, dziewczyną, kochanką. Łączące ich więzi są przesycone przemocą fizyczną i psychiczną, stanowią źródło bólu i frustracji. Kazirodcze stosunki pomiędzy młodym pisarzem i oszalałą matką, opisy przypadkowych aktów seksualnych podobne raczej do praktyk sado-maso, aborcje i próby samobójcze składają się na obraz rodzinnego piekła zamkniętego w ścianach budapeszteńskiej kamienicy. Uwikłany w masochistyczny romans, rujnuje związek z delikatną i wrażliwą kobietą.
Spokój jest przede wszystkim opowieścią o duchowej niemocy, życiu zbudowanym na fałszu i chorobliwej niezdolności do godnego życia. Andor Weer jest człowiekiem pełnym niedoskonałości, tchórzliwym, ze skłonnościami do zdrad i kłamania. Jest zbyt słaby, by działać zdecydowanie, ale też zbyt mądry, by nie zdawać sobie sprawy z własnej niemocy. Pogardza własną pasywnością, odczuwa ją boleśnie, a jednocześnie jest niezdolny do jakichkolwiek działań.